# Lucas Belezi
Lucas Belezi Barbosa (San Paolo, 8 maggio 2003) è un calciatore brasiliano, difensore dell'Athl. Paranaense.

## Caratteristiche tecniche
È un difensore centrale.

## Carriera

### Club
Belezi è cresciuto nel settore giovanile del Corinthians, dove ha giocato dal 2014 al 2022 escluso un breve periodo di un anno alla Juventude. Il 13 maggio 2020 ha firmato il primo contratto professionistico con il Timão ma nel novembre del 2022 ha lasciato il club a parametro zero, per poi firmare con l'Athl. Paranaense nel maggio del 2023.
Ha fatto il suo esordio in prima squadra il 7 dicembre 2023 nell'incontro di Série A perso 3-0 contro il Cuiabá.

### Nazionale
Nel 2019 ha giocato 2 partite con la maglia della nazionale brasiliana Under-16.

## Statistiche

### Presenze e reti nei club
Statistiche aggiornate al 20 novembre 2024.
| Stagione        | Squadra          | Campionato      | Campionato | Campionato | Coppe nazionali | Coppe nazionali | Coppe nazionali | Coppe continentali | Coppe continentali | Coppe continentali | Altre coppe | Altre coppe | Altre coppe | Totale | Totale | Totale |
| Stagione        | Squadra          | Comp            | Pres       | Reti       | Comp            | Pres            | Reti            | Comp               | Pres               | Reti               | Comp        | Pres        | Reti        | Pres   | Reti   |        |
| --------------- | ---------------- | --------------- | ---------- | ---------- | --------------- | --------------- | --------------- | ------------------ | ------------------ | ------------------ | ----------- | ----------- | ----------- | ------ | ------ | ------ |
| 2023            | Athl. Paranaense | A1/PR+A         | 0+1        | 0          | CB              | 0               | 0               | -                  | -                  | -                  | -           | -           | -           | 1      | 0      |        |
| 2024            | Athl. Paranaense | A1/PR+A         | 4+5        | 0          | CB              | 0               | 0               | CS                 | 0                  | 0                  | -           | -           | -           | 9      | 0      |        |
| Totale carriera | Totale carriera  | Totale carriera | 10         | 0          |                 | 0               | 0               |                    | 0                  | 0                  |             | -           | -           | 10     | 0      |        |

## Palmarès

### Club

#### Competizioni statali
- Campionato Paranaense: 1

Athl. Paranaense: 2024